# Седаев, Мухади Мовладиевич
Муха́ды Мовла́дович Седа́ев (род. 8 сентября 1962, Урус-Мартан) — советский штангист, многократный чемпион СССР и обладатель Кубка СССР, мастер спорта СССР международного класса, тренер.

## Биография
В третьем классе начал заниматься вольной борьбой. Вскоре выиграл чемпионат республики, выполнив норматив кандидата в мастера спорта. В начале 1980-х годов стал заниматься тяжёлой атлетикой. Его тренером стал Ибрагим Кодзоев. Выступал в категориях до 56 и до 60 кг.
За четыре месяца выполнил норму кандидата в мастера спорта, ещё через четыре — мастера спорта. В 1982 году в Томске стал чемпионом страны среди юниоров. В том же году выиграл чемпионат СССР среди взрослых, стал мастером спорта международного класса. С 1982 года — член сборной СССР по тяжёлой атлетике.
Оставил большой спорт в 1992 году. В настоящее время работает тренером в Урус-Мартановской СДЮСШ.
В 2012 году на чемпионате мира среди ветеранов во Львове в рывке занял первое место, в сумме стал вторым. В 2013 году в Турине на чемпионате мира среди ветеранов стал чемпионом в весе до 56 кг, установив четыре мировых рекорда.

## Спортивные результаты
- Чемпионат СССР по тяжёлой атлетике 1985 года — ;
- Чемпионат СССР по тяжёлой атлетике 1986 года — ;
- Чемпионат СССР по тяжёлой атлетике 1988 года — ;
- Чемпионат СССР по тяжёлой атлетике 1989 года — ;
- Чемпионат СССР по тяжёлой атлетике 1990 года — ;
- 4-кратный обладатель Кубка СССР (1983, 1985, 1986, 1988);
- 2-кратный обладатель Кубка Дружбы;
- 2-кратный чемпион Спартакиады дружественных армий;
- Обладатель Кубка Балтики;
- Бронза на чемпионате Европы 1987 года (Реймс, Франция).